# CR-Baureihe DF11
Die DF11 ist eine dieselelektrische, chinesische Lokomotive. Sie wurde von der Lokomotivfabrik Qishuyan auf Basis der DF9 entwickelt und wird durch die China Railway benutzt. Die Indienststellung begann im Dezember 1992 bei der Guangshen Railway.

## Allgemeines
Diese Lokomotivbaureihe wurde für den Verkehr auf der Guangshen Railway gebaut, dort sollte sie mit 160 km/h Personenzüge befördern. Ein erster Prototyp wurde auf Basis einer Lokomotive der Baureihe DF9, im Jahr 1990, gebaut. Dabei wurde die Höchstgeschwindigkeit von 140 km/h auf 160 km/h angehoben, indem der Motor und das Getriebe verändert wurden. Die erste Lokomotive, DF11 0001, wurde im Dezember 1992 fertiggestellt und bis August 1993 ausgiebig getestet. Die letzte Lokomotive wurde 2005 in Dienst gestellt. Es wurden insgesamt 459 Exemplare hergestellt.
Die Lokomotive ist mit einem Dieselmotor des Typs 16V280ZJA, einem JF204C Generator und sechs ZD106 DC Fahrmotoren ausgestattet. Die DF11 kann einen 640 t schweren Personenzug (12 Wagen) mit 167 km/h in der Ebene ziehen, einen 1100 t schweren Personenzug (20 Wagen) mit 143 km/h.
DF11-0400 wurde 2008 beim Eisenbahnunfall von Zibo irreparabel beschädigt und daraufhin verschrottet.